# Araneus microtuberculatus
Araneus microtuberculatus är en spindelart som beskrevs av Alexander Petrunkevitch 1914. Araneus microtuberculatus ingår i släktet Araneus och familjen hjulspindlar.
Artens utbredningsområde är Myanmar. Inga underarter finns listade i Catalogue of Life.